# عصر دریانوردی

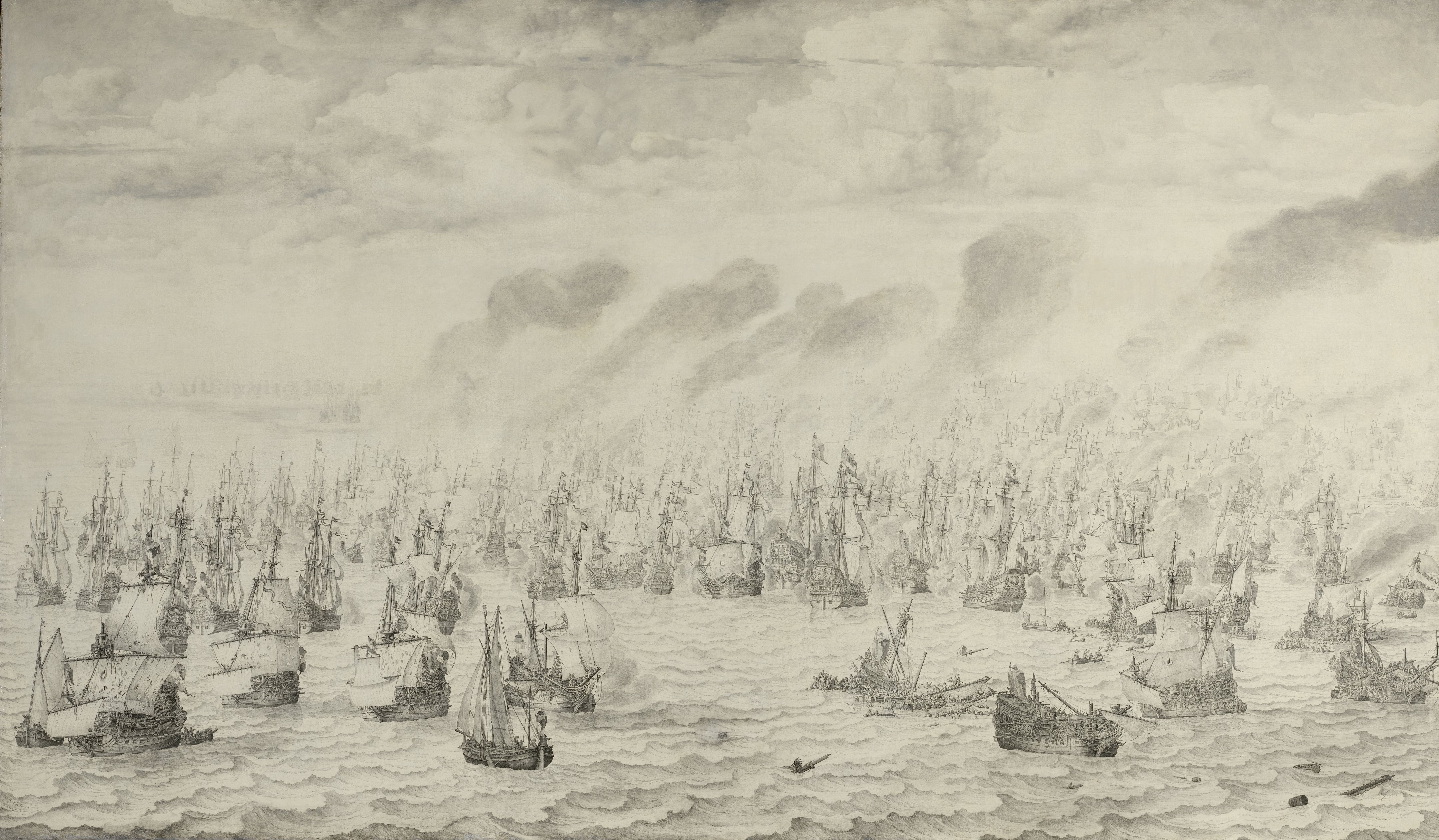
نبرد شونینگن (۱۶۵۷) اثر ویلم ون د ولده، نبرد ۱۶۵۳ بین جمهوری هلند و جمهوری انگلستان را به تصویر می‌کشد.

عصر دریانوردی به فاصلهٔ زمانی اواخر قرن شانزدهم تا اواسط قرن نوزدهم گفته می‌شود. این دوره زمانی، در واقع عصر جدید نخستین بود که تجارت خارجی و جنگ دریایی به‌طور عمده بوسیلهٔ کشتی بادبانی انجام می‌گرفت. این دورهٔ زمانی از اهمیت بالایی برخوردار است؛ چرا که کشتی‌های با بادبان‌های چهار گوش، اروپائیان را به سرزمین‌های بسیاری در سراسر جهان رساند و بزرگ‌ترین مهاجرت انسان را در تاریخ بشر رغم زد.
همانند اغلب دوره‌های تاریخ بشر، این تعریف نیز کلی است، اما به اندازهٔ کافی از جامعیت برخوردار است. این دورهٔ به‌طور عمده شامل جنگ لپانتو در ۱۵۷۱، با نقش اساسی نیروی پارو است تا نبرد هامپتون رودز در ۱۸۶۲، زمانی که آیرونکلاد سی‌اس‌اس ویرجینیا، کشتی‌های یواس‌اس کامبرلند (۱۸۴۲) و یواس‌اس کانگرس (۱۸۴۱) را نابود نمود و پیشرفت چشم‌گیری در موتور بخار حاصل شد.
کشتی و دریانوردی روش مقرون به صرفهٔ حمل و نقل به سرزمین‌های دور دست در دههٔ ۱۹۲۰ بودند. در این دوره، کشتی‌ها به سوخت فسیلی یا موتورهای پیچیده نیاز نداشتند؛ بنابراین به حمل و نقل زمینی ترجیح داده می‌شدند. اما با پیدایش کشتی‌های نیروی بخار، امکان حمل و نقل سریع‌تر و عدم وابستگی به بادهای بسامان نیز حاصل آمد.

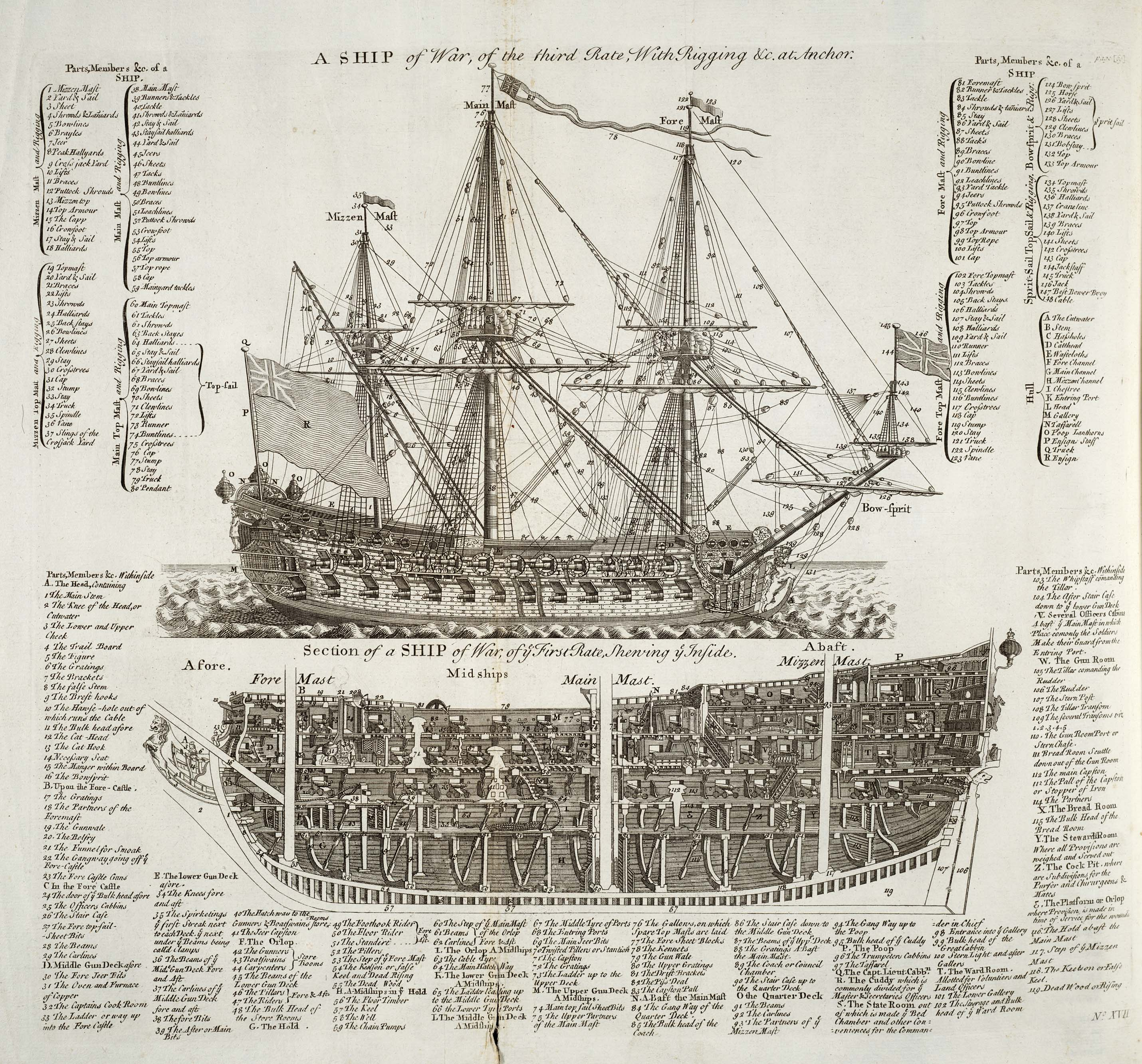
یک کشتی جنگی، دانشنامه، یا فرهنگ جامع هنر و علوم ۱۷۲۸، جلد ۲

## عصر طلایی دریانوردی
عصر طلایی دریانوردی به‌طور عمده به قرن نوزدهم بر می‌گردد؛ زمانی که استفاده‌های تجاری از دریا به‌طور قابل ملاحظه‌ای رونق گرفت و تا زمان پیدایش کشتی بخار ادامه یافت. عده‌ای عصر طلایی دریانوردی را منحصر به دورهٔ پیدایش کشتی‌های تندرو می‌دانند؛ اما برخی دیگر آن را به فواصل بین ۱۸۵۰ تا دههٔ ۱۹۰۰ و پیش از به وجود آمدن تغییرات اساسی در این صنعت نسبت می‌دهند.